# Bobi (chien)
Pour les articles homonymes, voir Bobi.
Bobi (né le 11 mai 1992 et mort 21 octobre 2023) était un chien mâle de race Rafeiro de l'Alentejo originaire du Portugal. Mort le 21 octobre 2023 à l'âge de 31 ans et 165 jours, il est considéré comme le chien ayant vécu le plus longtemps. Des doutes ont été émis concernant la véracité de ce record.

## Biographie
Bobi est né parmi quatre chiots mâles dans une dépendance où la famille de son propriétaire, Leonel Costa, entreposait du bois. Ses frères ont tous été enterrés vivants après leur naissance, le père de Costa ne voulant pas s'occuper d'autres animaux. Bobi s'étant enfui dans le bois après sa naissance, le père de Costa ne l'a pas vu lorsqu'il a récupéré les chiots pour les enterrer.
Selon le Guinness World Records, Bobi était le plus vieux chien du monde et le plus vieux chien répertorié de l'histoire, lors de son homologation le 1er février 2023 à l'âge de 30 ans et 266 jours, surpassant le précédent record détenu par Bluey, un bouvier australien femelle du Victoria, âgé de 29 ans et 5 mois, qui détenait le record de longévité depuis plus de 83 ans.
Le 7 décembre 2022, dans l'Ohio, un chihuahua de 23 ans nommé Spike a été certifié comme étant le plus vieux chien vivant. Cependant, ce titre a été de courte durée, car deux semaines plus tard, l'âge de Bobi a été vérifié. Lorsque Bobi est mort, Spike a repris son titre de chien vivant le plus vieux du monde.
Les propriétaires ont déclaré que Bobi était en assez bonne santé pour son âge, bien qu'il eût des difficultés à marcher et une mauvaise vue. Dans l'ensemble, il a joui d'une bonne santé, même s'il a présenté des difficultés respiratoires importantes en 2018. Les Costa attribuent la longévité de Bobi à un "environnement calme et paisible" et à la consommation d'aliments frais plutôt que d'aliments conventionnels pour chiens. Sa longévité pourrait également être attribuée à sa génétique, la mère de Bobi ayant vécu jusqu'à 18 ans.
En l'honneur du 31e anniversaire de Bobi, cent personnes ont été invitées à célébrer l'événement, qui a été marqué par la consommation de viande et de poisson, et par un spectacle donné par une troupe de danseurs. Selon le Dr Karen Becker, Bobi est mort le 21 octobre 2023, à l'âge de 31 ans.

## Doutes concernant l'âge réel du chien
Le record tenu par Bobi a été l'objet de remises en cause, notamment dans les pages de The Guardian. Le vétérinaire anglais Danny Chambers affirme qu'aucun de ses collègues ne croit en la thèse des 31 ans concernant Bobi, et soutient que les preuves avancées ne sont pas irréfutables. C'est également l'avis de la biologiste hongroise Enikő Kubinyi, spécialisée dans la longévité des chiens. Elle pointe également le surpoids visible du chien qui lui semble peu compatible avec un âge aussi avancé.
Le magazine Wired a enquêté en décembre 2023. L'âge retenu par le Guinness World Records est lié à la déclaration faite par le propriétaire de Bobi au SIAC en 2022 (le Sistema de Informação de Animais de Companhia, une base d'information de l'État portugais sur les chats, les chiens et les furets), qui a affirmé que son chien était né en 1992. Questionné à ce propos, le représentant du SIAC a ajouté : « À l’époque [en 2022], le détenteur de l’animal avait déclaré qu’il était né en 1992, mais nous ne disposons d’aucun enregistrement ni de données permettant de confirmer ou d’infirmer cette affirmation. ». Aucune vérification de l'âge réel n'a donc été réalisée par le Guinness World Records, mais ce dernier affirme désormais mener une enquête pour clarifier la situation.
En l'absence de preuve permettant de certifier son âge, le titre lui est finalement retiré en février 2024.